# Cadavrul viu (film din 1969)
Cadavrul viu (titlul original: în rusă Живой труп) este un film dramatic sovietic în două serii, realizat în 1969 de regizorul Vladimir Vengherov, după drama omonimă a scriitorului Lev Tolstoi, protagoniști fiind actorii Aleksei Batalov și lla Demidova.

## Distribuție
- Aleksei Batalov – Feodor Protasov (Fedea)
- Alla Demidova – Liza Protasova
- Oleg Basilașvili – Victor Mihailovici Karenin
- Lidia Ștîkan – Ana Pavlovna, mama Lizei și a Sașei
- Elena Ciornaia – Sașa, sora Lizei
- Sofia Piliaskaia – Ana Dmitrievna Karenina, mama lui Karenin
- Evgheni Kuznețov – Serghei Dmitrievici Abrezoov, prinț
- Svetlana Toma – Mașa, o țigancă (dublaj: Liudmila Gurcenko, voce: Sonia Timofeeva)
- Vsevolod Kuznețov – Afremov, patronul tractirului
- Pantelimon Krîmov – Ofițerul, prietenul lui Fedea
- Aleksei Kojevnikov – muzicantul, prietenul lui Fedea
- Oleg Borisov – investigatorul criminalist
- Nikolai Boiarski – Petușkov, artist
- Innokenti Smoktunovski – Ivan Petrovici Alexandrov
- Aleksandr Afanasiev – portarul de la instanță
- Iuri Svirin – Petrușin, avocat
- Evgheni Gvozdiov

## Lansare
A fost lansat în anul 1970 și a avut parte de succes comercial, fiind vizionat de 19,3 milioane de spectatori în cinematografele din Uniunea Sovietică.